# Балучин
Балучи́н (укр. Балучин) — село в Красненской поселковой общине Золочевского района Львовской области Украины.
Население по переписи 2001 года составляло 662 человека. Занимает площадь 3,242 км². Почтовый индекс — 80565. Телефонный код — 3264.

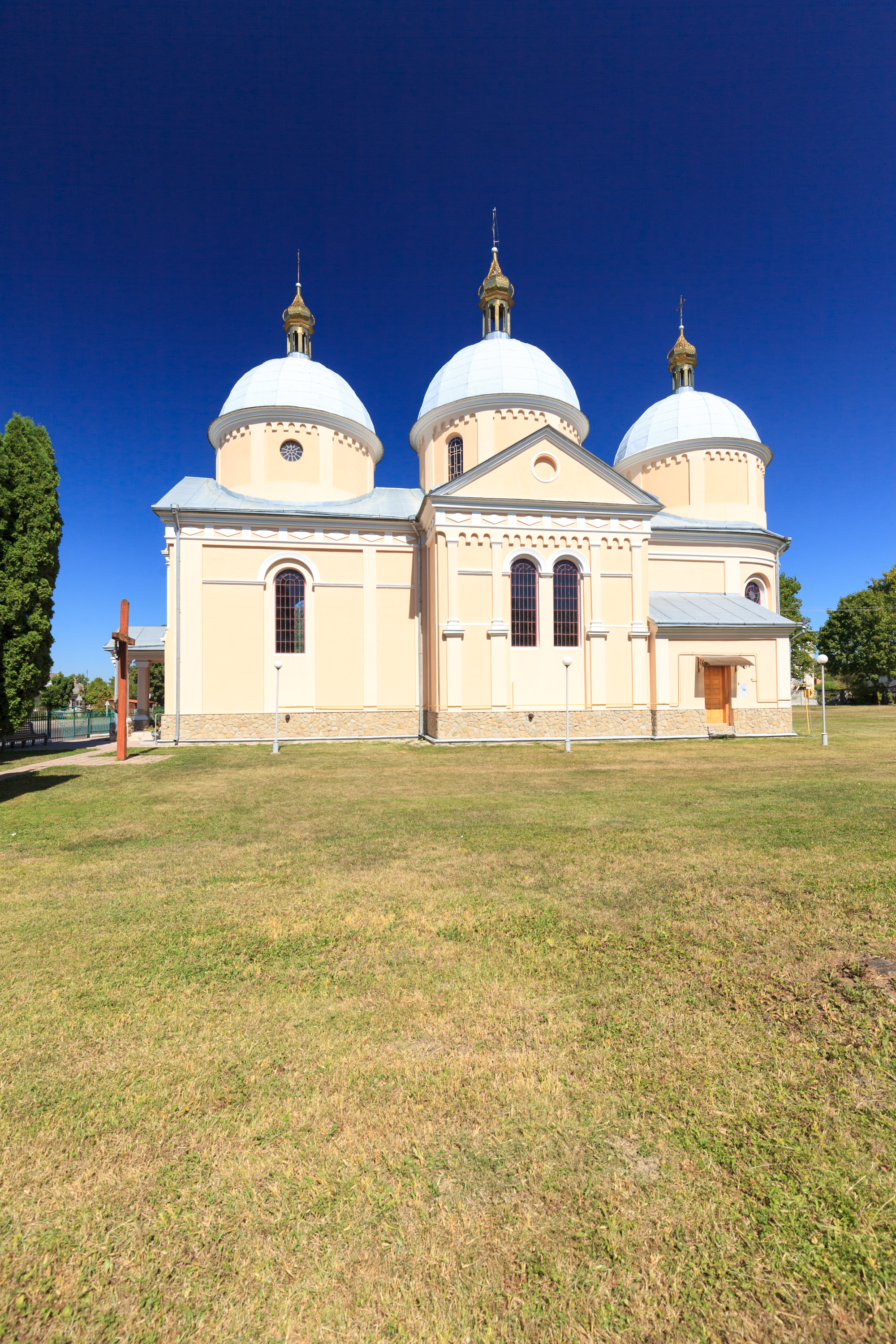
Церковь Рождества Богородицы, 1891